# Ignatius Philip Trigueros Glennie
Ignatius Philip Trigueros Glennie SJ (* 5. Februar 1907 in Victoria de Durango; † 27. April 1993) war ein mexikanischer Ordensgeistlicher und römisch-katholischer Bischof von Trincomalee.

## Leben
Ignatius Philip Trigueros Glennie trat der Ordensgemeinschaft der Jesuiten bei und empfing am 21. November 1938 das Sakrament der Priesterweihe.
Am 10. Juli 1947 ernannte ihn Papst Pius XII. zum Bischof von Trincomalee. Der Bischof von Ranchi, Oscar Sevrin SJ, spendete ihm am 21. September desselben Jahres die Bischofsweihe; Mitkonsekratoren waren der Bischof von Kandy, Bernardo Regno OSB, und der Bischof von Bangalore, Thomas Pothacamury.
Am 15. Februar 1974 trat Ignatius Philip Trigueros Glennie als Bischof von Trincomalee zurück.